# Orsotriaena mandosa
Orsotriaena mandosa är en fjärilsart som beskrevs av Butler 1868. Orsotriaena mandosa ingår i släktet Orsotriaena och familjen praktfjärilar. Inga underarter finns listade i Catalogue of Life.